# Champasak Stadium
Champasak Stadium – wielofunkcyjny stadion w mieście Pakxe w Laosie, na którym odbywają się głównie mecze piłkarskie. Z obiektu korzysta drużyna piłkarska SHB Champasak. Stadion może pomieścić 11 000 widzów.